# Dischidesia kurokoi
Dischidesia kurokoi là một loài bướm đêm trong họ Geometridae.